# Plutoid
Plutoider er en kategori af trans-neptunske objekter i det ydre solsystem.
International Astronomical Union (IAU) definerer 'plutoid' som:
Et objekt i solsystemet der kredser om solen i en bane større end Neptuns som har en masse som er stor nok til at dets egengravitation er stærkere end dets stift-legemes kræfter, således at det antager en form af hydrostatisk ligevægt (nær-sfærisk) og samtidig er så småt at det ikke har fjernet alle andre objekter fra området omkring dets bane.
Pr. 2009 er fire himmellegemer (dværgplaneter) klassificeret som plutoider: Pluto, Eris, Makemake og Haumea. Der er imidlertid opdaget mere end 70 objekter, der formentlig opfylder definitionen, men som endnu ikke er officielt klassificeret som Plutoider.